# Acquate
Acquate (Quàa en dialecte de Lecco) est un quartier de Lecco qui est localisé à la périphérie nord-est de la ville. Il est situé à environ 1,5 kilomètre au nord-est du centre municipal, proche de la colline s'élevant entre les ruisseaux Bione (it) et Caldone (it), ce dernier s'écoulant à quelques dizaines de mètres de l'église paroissiale.

## Histoire
Le village d'Acquate, composé d'un centre urbain et de son église, est déjà attesté en 1232 et faisait partie de la Communauté générale de Lecco au sein du duché de Milan. 
À la suite de la division de la Lombardie en provinces en 1786, Acquate, qui comptait 760 âmes, fut assigné à la province de Côme, passant en 1791 à celle de Milan, alors que, dans le même temps, il a été attribué à la piève de Lecco.
À l'époque napoléonienne, en 1809, Acquate devint un hameau de la ville de Lecco, retrouvant son autonomie avec la constitution du royaume de Lombardie-Vénétie en 1815.
Lors de la proclamation du royaume d'Italie en 1861, Acquate comptait 1 481 habitants, et 2 421 en 1921. La municipalité d'Acquate a été supprimée et rattachée à Lecco en 1923.

## Fêtes
Le Scigalott d'or (un terme dialectal de Lecco qui signifie « cigale d'or » en italien) est la foire, bisannuelle, du quartier ; profondément appréciée par les villageois, elle a lieu en septembre les années impaires et consiste en l'organisation de plusieurs activités et compétitions entre les six districts différents qui composent le hameau.

## Personnalités
- Lucia Ripamonti (1909-1954) : religieuse italienne béatifiée

## Pour en savoir plus